# Tutta colpa mia (album)
Tutta colpa mia è il secondo album in studio della cantante italiana Elodie, pubblicato il 17 febbraio 2017 dalla Universal.
Il disco figura tredici brani, tra cui l'omonimo Tutta colpa mia, classificatosi ottavo al Festival di Sanremo 2017.

## Descrizione
Registrato tra il 2016 e il 2017 sotto la produzione di Luca Mattioni e Emma Marrone, il disco contiene brani scritti da vari artisti, tra cui Marrone stessa, Amara, Ermal Meta, Giovanni Caccamo, Federica Abbate e Federica Camba. In un'intervista concessa a TV Sorrisi e Canzoni, Elodie ha raccontato il significato dell'album:

## Accoglienza
| Recensione | Giudizio |
| ---------- | -------- |
| Rockol     | 7/10     |

Mattia Marzi di Rockol ha riscontrato che l'album presenti «atmosfere anni '60 a elementi tipici del new soul inglesi», sottolineando come i momenti «acustici» siano i migliori, «in cui Elodie conferma di essere un'interprete importante» poiché cantati «con il giusto spessore», come nelle tracce La verità, La gelosia e Giorni bellissimi.

## Tracce
1. Tutta colpa mia – 3:18 (testo: Emma Marrone, Gianni Pollex, Oscar Angiuli, Francesco Ciancola – musica: Gianni Pollex, Oscar Angiuli, Francesco Cianciola)
2. Amarsi basterà (feat. Zibba) – 3:19 (Zibba, Dario Ciffo)
3. Fine – 4:04 (Emma Marrone, Paolo Barillari, Emma Rohan, Jez Ashurst, Mark Bates)
4. Semplice – 3:15 (Federica Abbate, Andrea Amati)
5. Sono pazza di te – 3:20 (Federica Camba, Daniele Coro)
6. Verrà da sé – 3:05 (Emma Marrone, Luca Mattioni, Mario Cianchi)
7. La mia strada verso il sole – 3:11 (Emiliano Cecere, Alberto Pioppi)
8. La differenza – 3:56 (Jack Jaselli, Mario Cianchi, Max Elli)
9. Giorni bellissimi – 3:25 (Giovanni Caccamo, Alessandra Flora)
10. La gelosia – 3:04 (Giulia Anania, Jonny Lattimer, Marco Ciappelli)
11. Una favola non è – 3:25 (Dario Faini, Ermal Meta)
12. La cosa che rimane – 3:47 (Roberto Angelini)
13. La verità – 3:49 (Amara, Salvatore Mineo)

## Formazione
Musicisti
- Elodie – voce, cori
- Luca Mattioni – arrangiamento, tastiere, piano, Fender Rhodes, programmazione, cori
- Francesco Ambrosini – programmazione, cori
- Marco Montanari – chitarra (traccia 1)
- Luca Visigalli – basso (traccia 1)
- Diego Corradin – batteria (traccia 1)
- Fabio Gurian – arrangiamento e direzione strumenti ad arco (tracce 1, 4)
- Serafino Tedesi – primo violino (traccia 1)
- Paolo Costanzo – secondo violino (traccia 1)
- Matteo del Soldà – viola (traccia 1)
- Claudio Giacomazzi – violoncello (traccia 1)
- Zibba – voce aggiuntiva (traccia 2)
- Giorgio Secco – chitarre (tracce 2-13)
- Marco Mangelli – basso (tracce 2-13)
- Roberto Gualdi – batteria (tracce 2-13)

Produzione
- Emma Marrone – produzione, direzione vocale
- Luca Mattioni – produzione e arrangiamento, registrazione voce e cori (tracce 1, 4, 13), missaggio (traccia 12)
- Stefano Mariani – registrazione batteria, basso, archi
- Francesco Ambrosini – registrazione chitarra e pianoforte, editing Pro Tools
- Matt Howe – missaggio (tracce 1, 2, 4-6, 11)
- Chris Gehringer – mastering (traccia 1)
- Matteo Spinazzè – registrazione voce e cori (tracce 2, 3, 5-12)
- Alessandro "Gengy" Di Guglielmo – mastering (tracce 2-13)
- Gianluca Vaccaro – missaggio (tracce 3, 8)
- Stefano Mariani – missaggio (tracce 7, 9, 10, 13)

## Classifiche
| Classifica (2017) | Posizione massima |
| ----------------- | ----------------- |
| Italia            | 6                 |